# Sphoeroides andersonianus
Sphoeroides andersonianus är en fiskart som beskrevs av James Edwin Morrow, Jr. 1957. Sphoeroides andersonianus ingår i släktet Sphoeroides och familjen blåsfiskar. Inga underarter finns listade i Catalogue of Life.